# Kaiser-Wilhelm-Denkmal

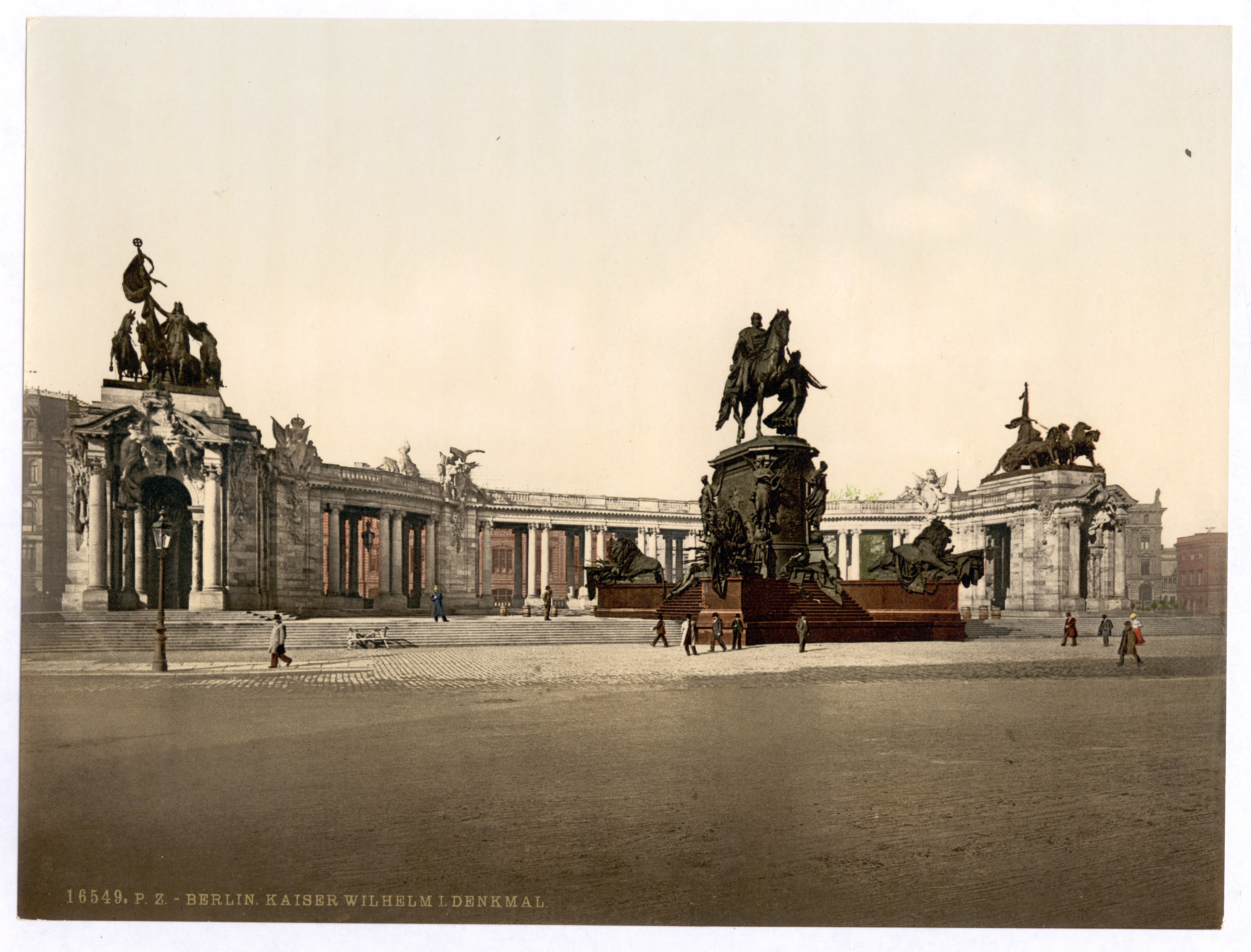
Ehemaliges Kaiser-Wilhelm-Nationaldenkmal vor dem Berliner Stadtschloss (Photochromdruck um 1900)

Für Kaiser Wilhelm I. wurden zahlreiche Denkmäler errichtet. Bereits 1867 schuf der Berliner Bildhauer Friedrich Drake das erste Reiterstandbild, das genau genommen Wilhelm I. noch als König von Preußen darstellt. Das Preußische Denkmal-Institut e. V. kann bisher
- 63 Reiterstandbilder
- 231 Standbilder
- 5 Sitzstatuen und
- 126 Büsten(-denkmäler)

nachweisen, die zwischen 1888 und 1918 im damaligen Deutschen Reich geschaffen und errichtet wurden. Hinzu kommen zahlreiche Wilhelm-I.-Denkmäler, auf denen der Kaiser in einem Reliefmedaillon dargestellt ist oder die aufgrund der Widmungsinschrift an den Kaiser erinnern sollen. Im Laufe der „Kaiserzeit“ wurden 28 Kaiser-Wilhelm-I.-Türme errichtet.

## Geschichte
Grundsätzlich unterschieden werden muss zwischen den Denkmälern:
- für König Wilhelm I. von Preußen (* 22. März 1797; † 9. März 1888), der noch während des deutsch-französischen Krieges 1870/71 im Spiegelsaal von Versailles auf Betreiben Bismarcks zum Deutschen Kaiser proklamiert wurde, und
- für seinen Enkel Wilhelm II. (* 27. Januar 1859; † 4. Juni 1941), der nach dem Ende des Ersten Weltkrieges am 9. November 1918 abdanken musste.

Nicht erst seit der Kaiserzeit war es in Preußen üblich, dass für noch lebende Monarchen keine Denkmäler errichtet werden sollten. Vor der geplanten Aufstellung von Denkmälern, die Mitgliedern des königlichen Hauses, also Preußen, gewidmet werden sollten, war eine so genannte landesherrliche Genehmigung einzuholen. Daher entstanden fast alle Kaiser-Wilhelm-Denkmäler erst nach dem Tod Kaiser Wilhelms I. im Jahr 1888. Denkmäler für den letzten Deutschen Kaiser Wilhelm II. gab es aus den genannten Gründen nur wenige.
Ausgangspunkt war der Wunsch des Enkels, Wilhelm II., nach einem monarchisch-nationalen Kult um Wilhelm I. („den Großen“) als den Gründer des Reiches. Von dieser „amtlich“ initiierten und gestützten Gedenkkultur zeugen das 1896 eingeweihte Kaiser-Wilhelm-Denkmal an der Porta Westfalica und das 1897 errichtete Denkmal am Deutschen Eck in Koblenz. Das von den Kriegervereinen angeregte Kyffhäuserdenkmal (1890–1896) war der nichtamtliche Typus. Alle drei Denkmäler wurden von dem Berliner Architekten Bruno Schmitz konzipiert. Auch wenn es privat finanzierte Kaiser-Wilhelm-Denkmäler gab, so waren es in der Regel die Bismarck-Denkmäler, die „von unten“ initiiert und umgesetzt wurden.
Die Kaiser-Wilhelm-Denkmäler waren vor allem auf Preußen und meistens auf größere Städte beschränkt. 
Das erste (und noch erhaltene) Denkmal für Wilhelm I., das diesen als König von Preußen zu Pferde zeigt, steht auf dem Brückenkopf der Kölner Hohenzollernbrücke (rechtsrheinisch, also auf der Deutzer Seite).
Das einzige Denkmal, das Kaiser Wilhelm I. in Zivil zeigt, steht im Kurpark von Bad Ems. Es wurde am 7. Mai 1893 feierlich enthüllt und zeigt den Monarchen so, wie ihn die Bevölkerung sehen konnte, wenn er zur Kur in der Stadt war. 
Eines der 231 Standbilder für Kaiser Wilhelm I. wurde im Jahr 1894 in Wiesbaden enthüllt. Das Denkmal mit einer Höhe von 6,8 Metern war vom Dresdner Bildhauer Johannes Schilling geschaffen worden und trug die Inschrift „Die dankbare Stadt Wiesbaden“ auf dem Sockel. Das Reiterstandbild in Wuppertal bestand von 1893 bis 1943. 
Das offizielle letzte Denkmal war das Reiterstandbild „für“ Lübeck: die Genehmigung und der Ausführungsauftrag waren noch 1914 erteilt worden; als das Modell für den Guss fertig war, stand wegen des Ersten Weltkrieges keine Bronze zur Verfügung. So konnte der Guss erst 1919 vollendet werden.
Heinrich Mann hat in seinem 1918 erschienenen Roman Der Untertan den servilen obrigkeitsstaatlichen Kaiserkult gegeißelt und mit satirischen Mitteln den Denkmalskult verspottet.

## Bilder

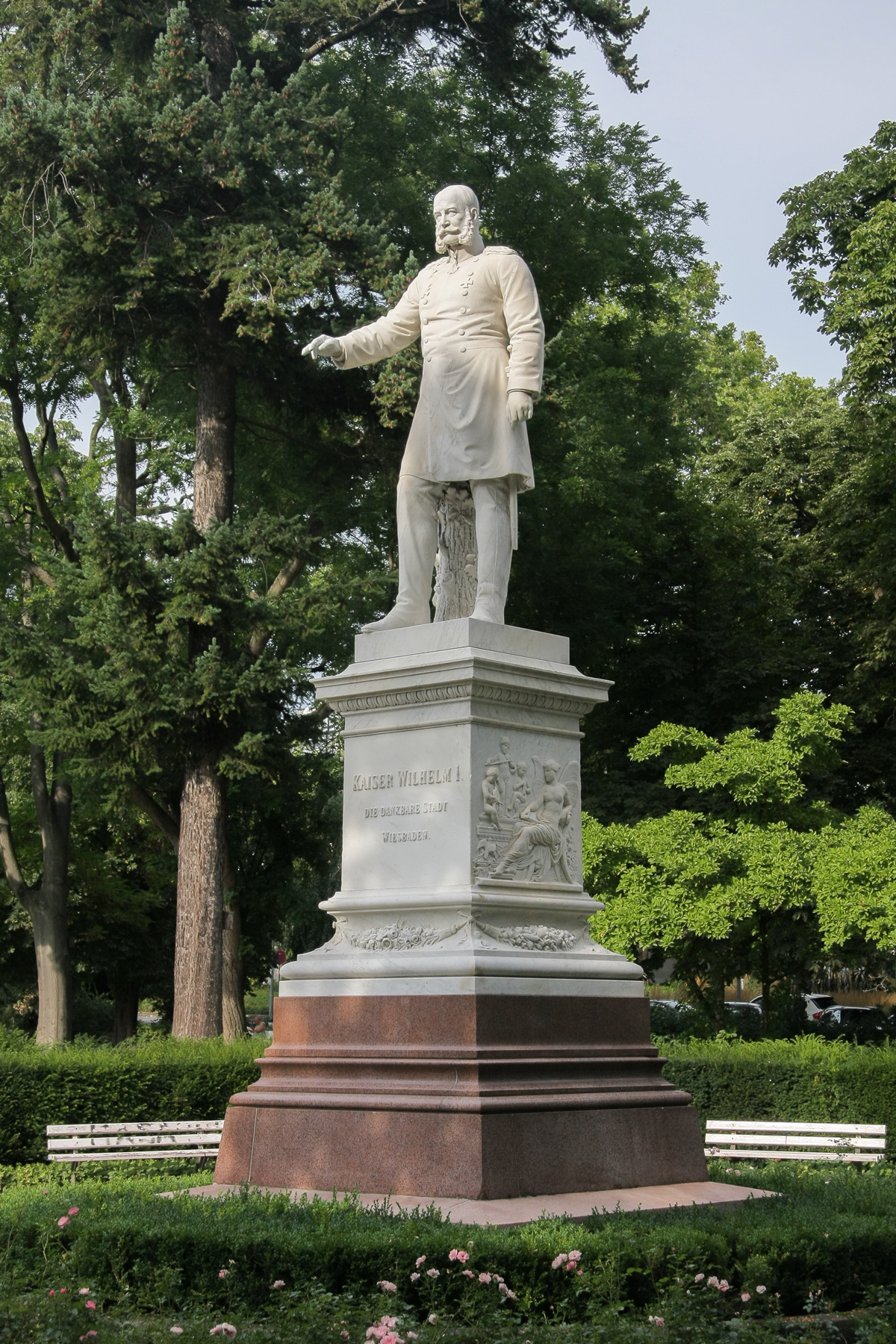
Das 6,8 m hohe Standbild im Warmen Damm, Wiesbaden
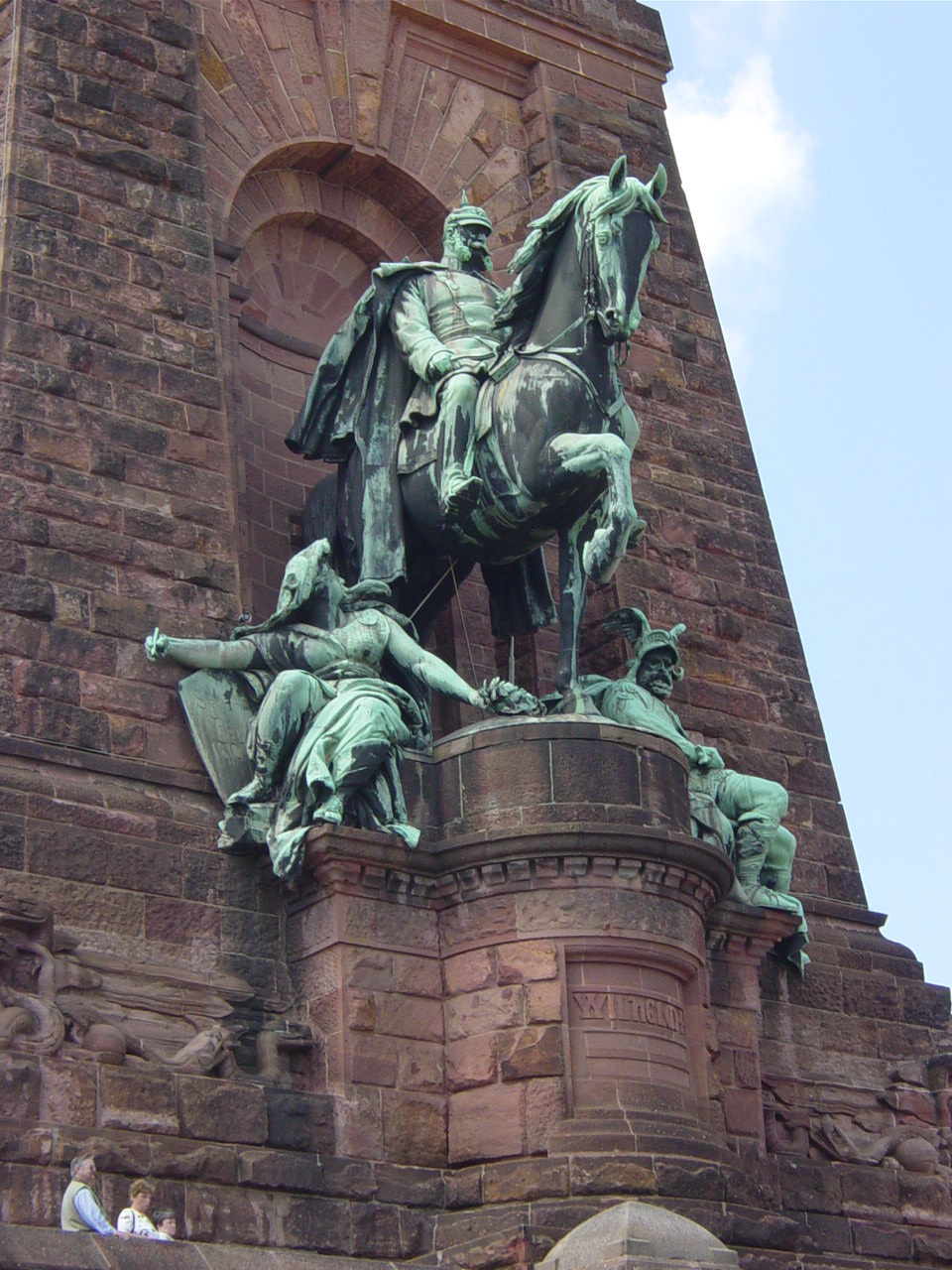
Standbild Wilhelm I. als Teil des Kyffhäuserdenkmals
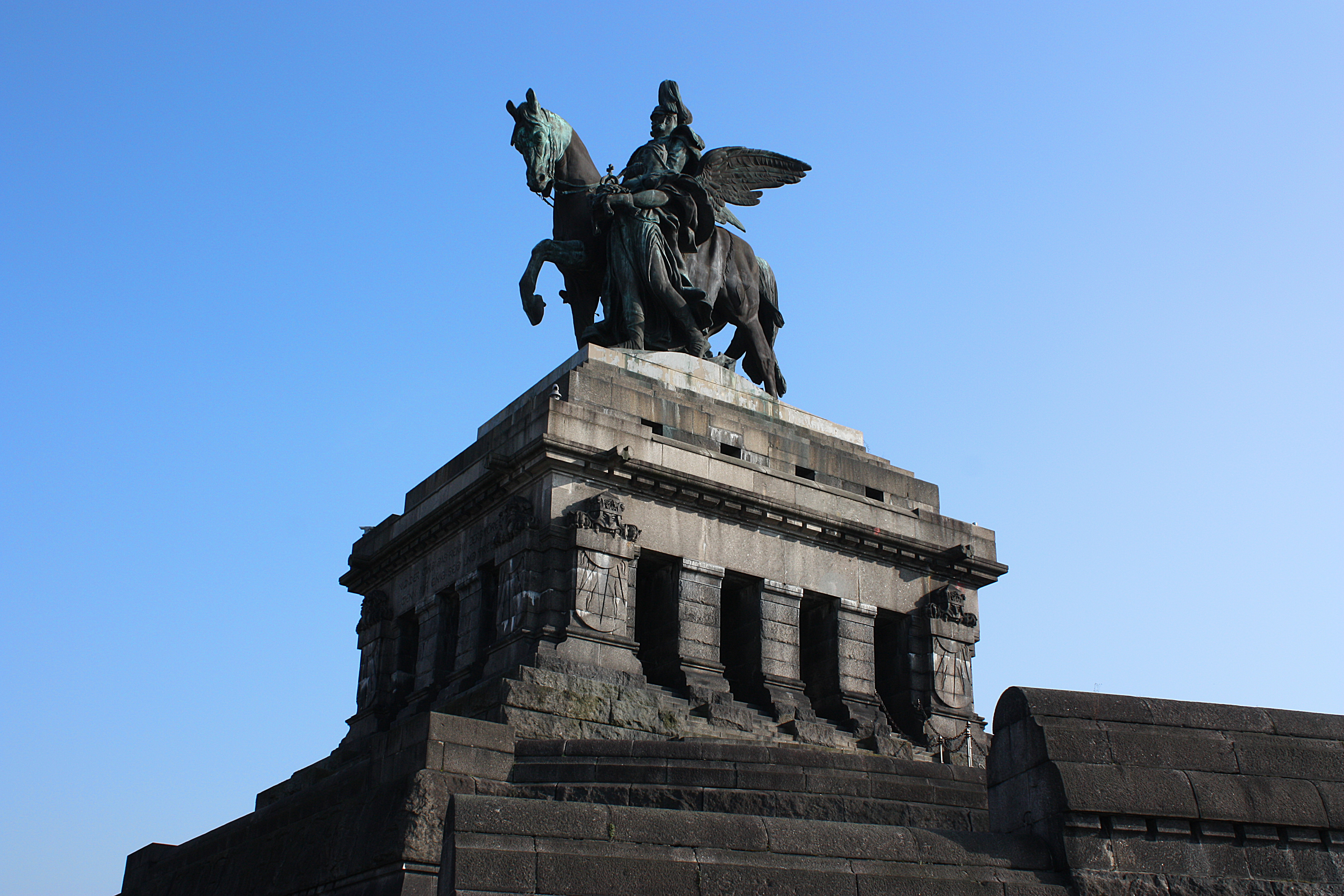
Das Denkmal am Deutschen Eck in Koblenz
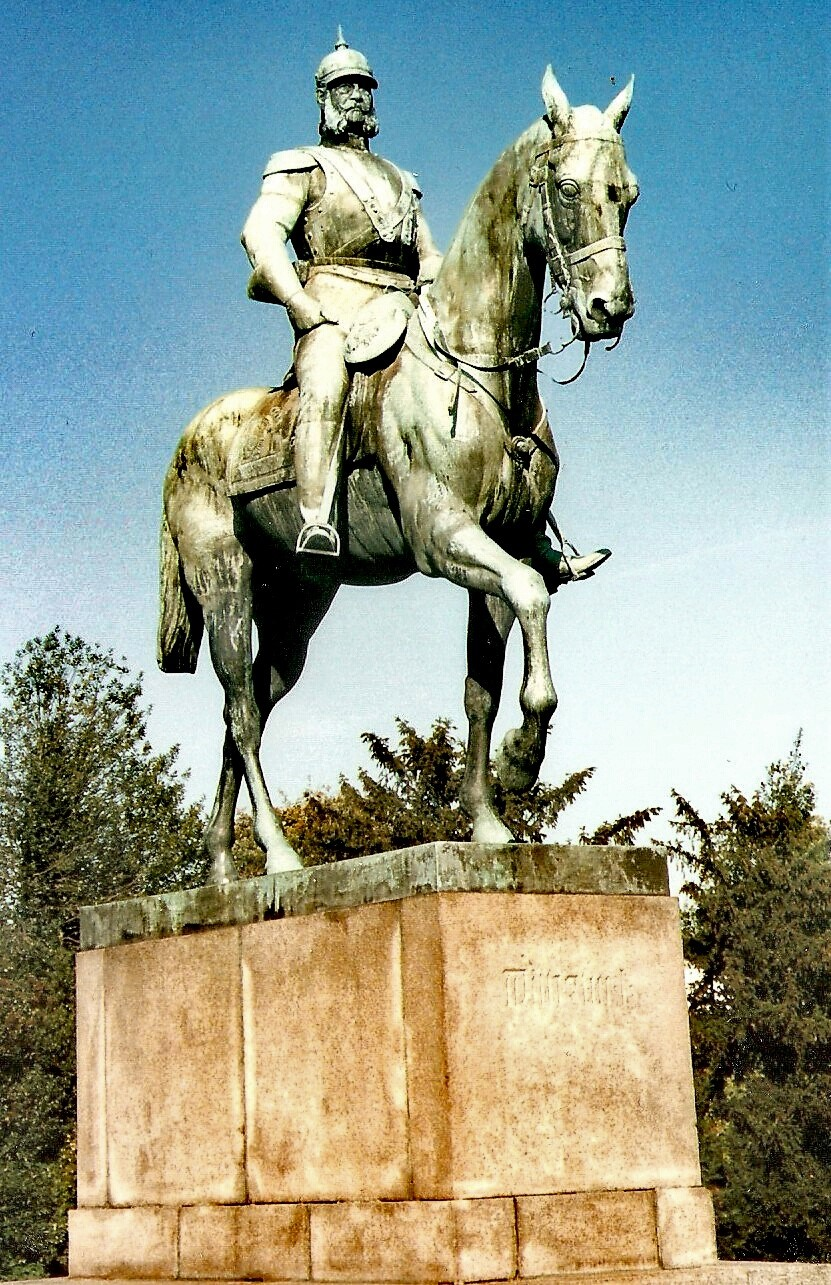
Kaiser Wilhelm I. zu Lübeck
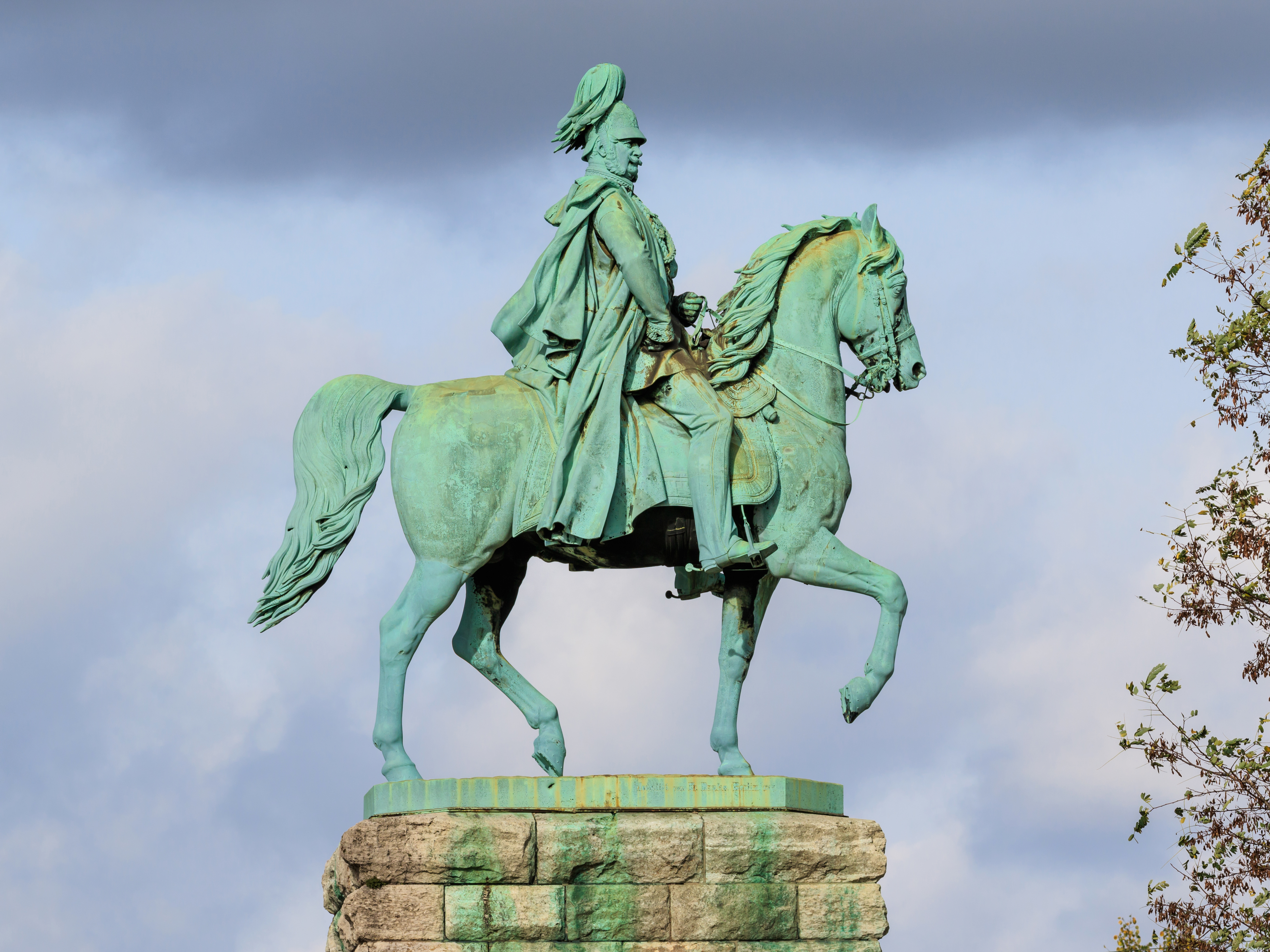
Denkmal auf der Hohenzollernbrücke in Köln
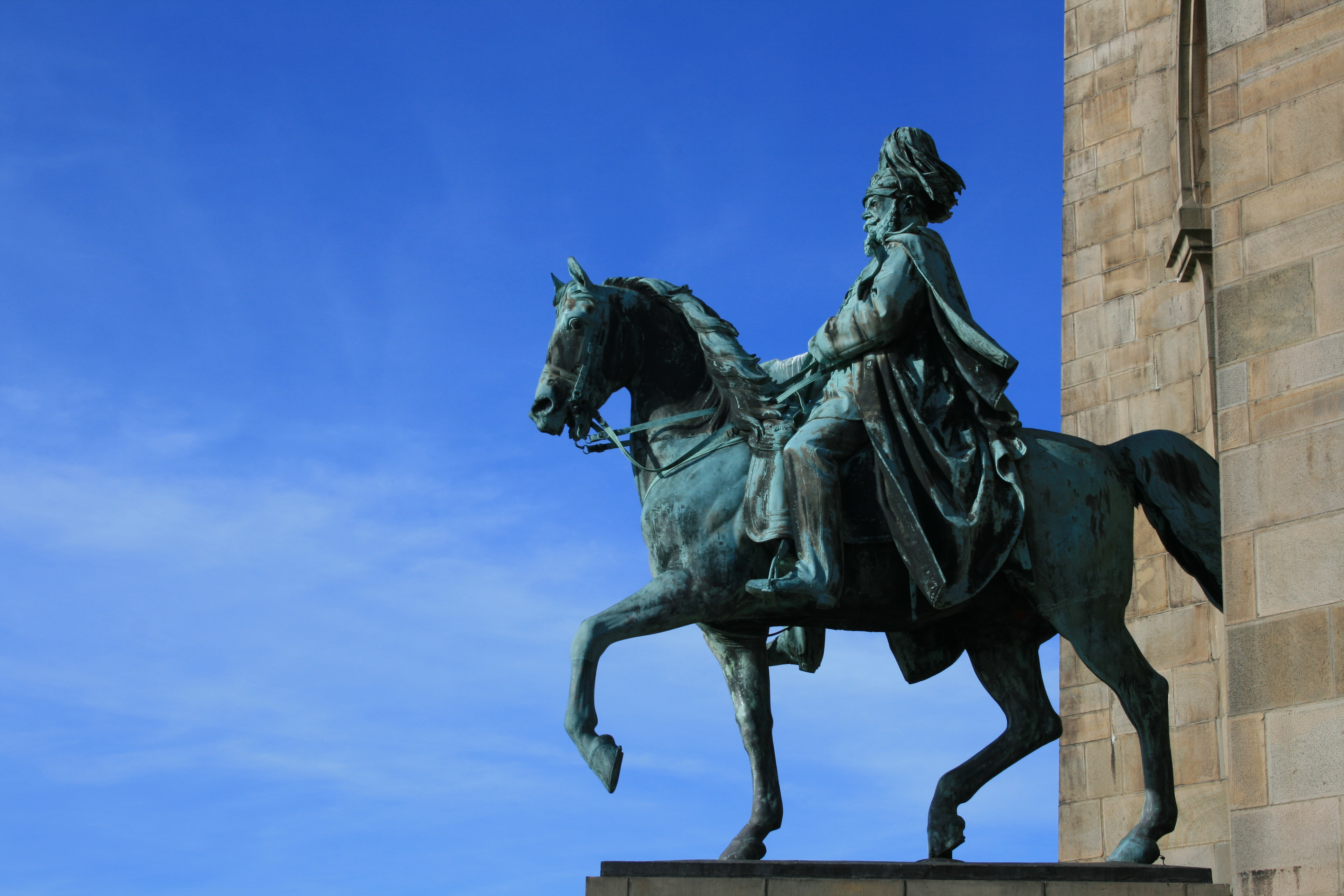
Kaiser-Wilhelm-Denkmal in Dortmund-Hohensyburg
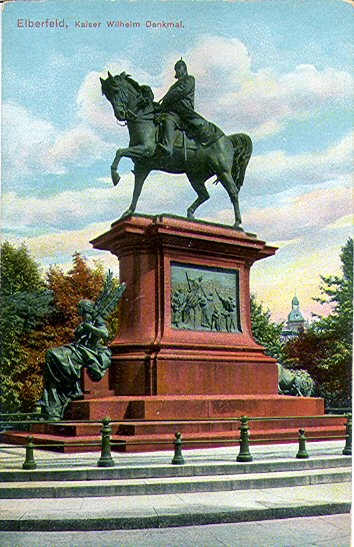
Reiterstandbild mit Wilhelm I., Wuppertal-Elberfeld